# Vicovu de Jos
Vicovu de Jos is een Roemeense gemeente in het district Suceava.
Vicovu de Jos telt 6244 inwoners.